# Donnybrook (Dakota del Norte)
Donnybrook es una ciudad ubicada en el condado de Ward en el estado estadounidense de Dakota del Norte. En el censo de 2010 tenía una población de 59 habitantes y una densidad poblacional de 32,54 personas por km².

## Geografía
Donnybrook se encuentra ubicada en las coordenadas 48°30′28″N 101°53′15″O / 48.50778, -101.88750. Según la Oficina del Censo de los Estados Unidos, Donnybrook tiene una superficie total de 1.81 km², de la cual 1.81 km² corresponden a tierra firme y (0%) 0 km² es agua.

## Demografía
Según el censo de 2010, había 59 personas residiendo en Donnybrook. La densidad de población era de 32,54 hab./km². De los 59 habitantes, Donnybrook estaba compuesto por el 96.61% blancos, el 0% eran afroamericanos, el 0% eran amerindios, el 0% eran asiáticos, el 0% eran isleños del Pacífico, el 0% eran de otras razas y el 3.39% pertenecían a dos o más razas. Del total de la población el 0% eran hispanos o latinos de cualquier raza.